# Molenbeek (Erpe-Mere Bovenschelde)
A Molenbeek (Malompatak) belga folyó, a Schelde egyik mellékfolyója, a Denderstreek nevű tájegységben. A forrása Grotenberge település közelében található, Herzele és Erpe-Mere települések érintésével Wichelenben ömlik a Schelde-be. Nem összekeverendő az ugyanott található Molenbeek-Ter Erpenbeek folyóval.

## Vízgyűjtő területe
A Molenbeek vízgyűjtő területe teljes egészében Kelet-Flandria tartományban található és kiterjed Wichelen (Schellebelle, Serskamp és Wichelen), Lede (Wanzele, Impe, Smetlede, Papegem, Lede és Oordegem), Erpe-Mere (Erondegem, Vlekkem, Ottergem, Bambrugge, Egem és Burst), Sint-Lievens-Houtem (Vlierzele, Zonnegem és Letterhoutem), Herzele (Borsbeke, Herzele, Ressegem és Hillegem), Zottegem (Grotenberge és Leeuwergem) települések területére. A vízgyűjtő terület teljes nagysága kb. 52,76km². Mellékfolyói a Valleibeek, Fonteinbeek, Doormansbeek, Kasteelgracht, Hellegat, Smoorbeek, Kokelaarsbeek, Zijpbeek, Trotgracht, Overimpebeek, Beekveldzijp, Wellebeek, és a Vijverbeek.
A Molenbeek folyó a hollandul Drie Molenbeken néven ismert vízgyűjtő rendszer része, az itt található három folyó a Bovenschelde folyóba torkollik, amely a Scheldt folyó része.
A Grotenberge közelében található forrása és a Scheldt folyónál található torkolata között a Molenbeekbe összesen 13 mellékfolyó torkollik: Valleibeek, Fonteinbeek, Doormansbeek, Kasteelgracht, Hellegat, Smoorbeek, Kokelaarsbeek, Zijpbeek, Trotgracht, Overimpebeek, Beekveldzijp, Wellebeek, és Vijverbeek.

## Malmok a Molenbeeken
Erpe-Mere település területén három régi vízimalom található, amelyekről a folyó a nevét kapta. A malmok közül az egyik műemléki védettséget élvez, a másik kettőből az egyik még ma is üzemel, a másikat pedig lakóépületté alakították át.
| Hely      | Név                                         | Cím              | Típus                   | Védett? | Megjegyzés                                                                                               |
| --------- | ------------------------------------------- | ---------------- | ----------------------- | ------- | --- |
| Bambrugge | Egemmolen Meuleken Tik Tak                  | Everdal 21       | Felülcsapott vízkerekes | Nem     | Búzamalom A malomkereket mára eltávolították, az épületet lakóházzá alakították át                       |
| Bambrugge | Molens Van Sande Kasteelmolen Celindermolen | Prinsdaal 33     | Felülcsapott vízkerekes | Nem     | Az eredetileg gabonamalomként működő malomból a malomkereket mára eltávolították, de továbbra is működik |
| Ottergem  | De Watermeulen                              | Ruststraat 10-12 | Felülcsapott vízkerekes | Igen    | Eredetileg gabonamalomként és olajsajtolóként működött, de később már csak gabonát őröltek               |

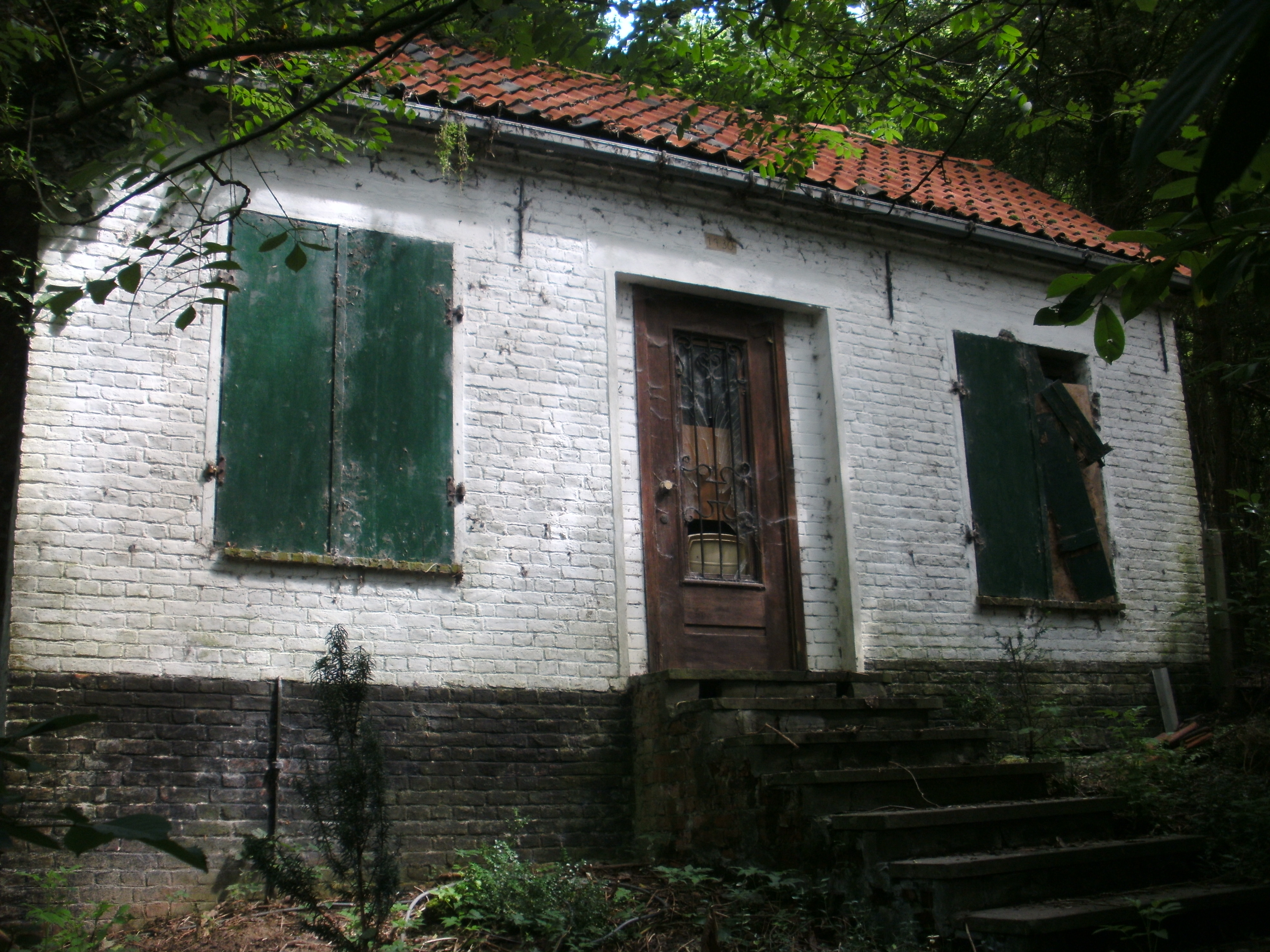
Az Egemmolen (Bambrugge) épülete, jelenleg lakóház
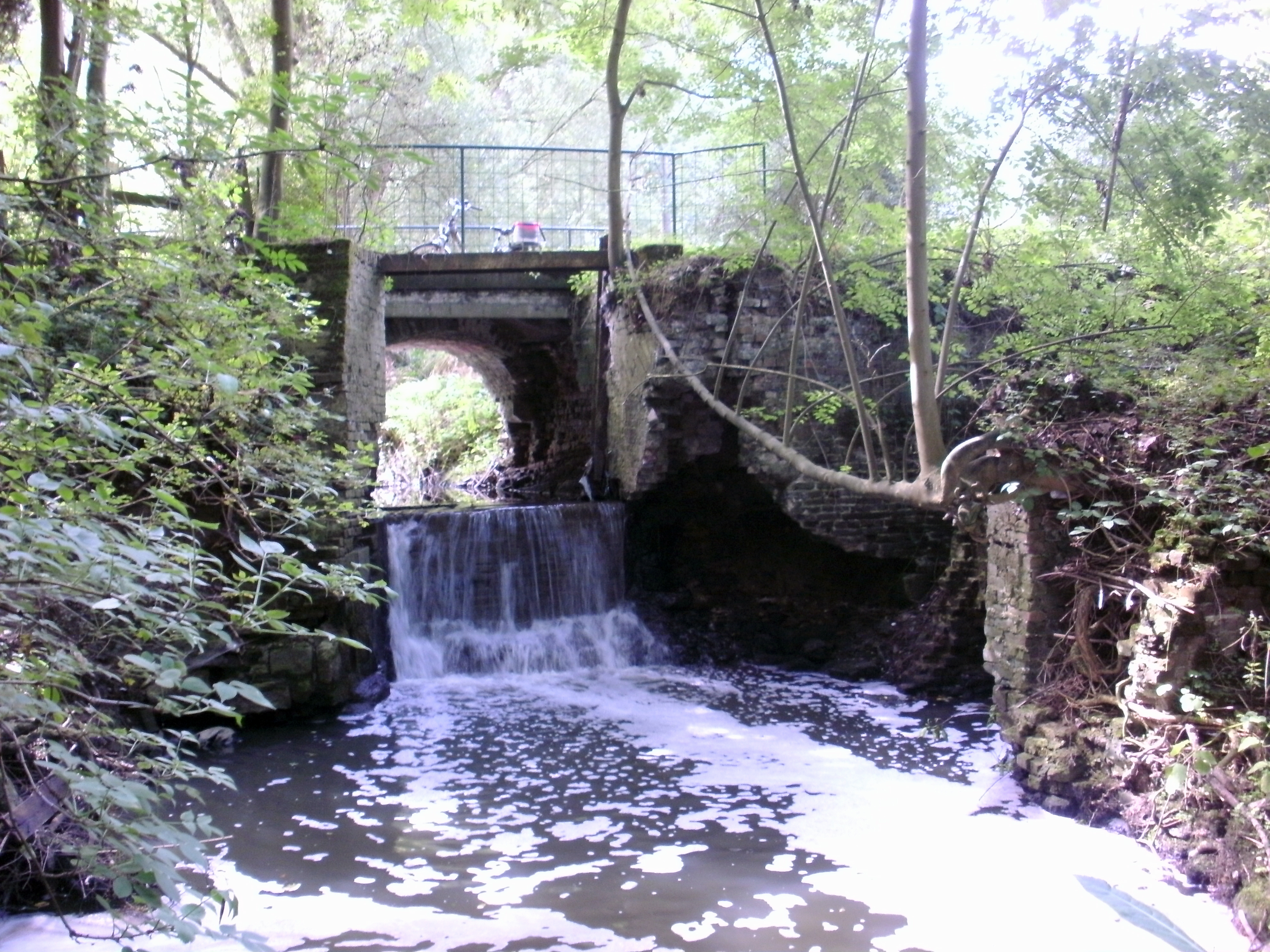
Az Egemmolen maradványai
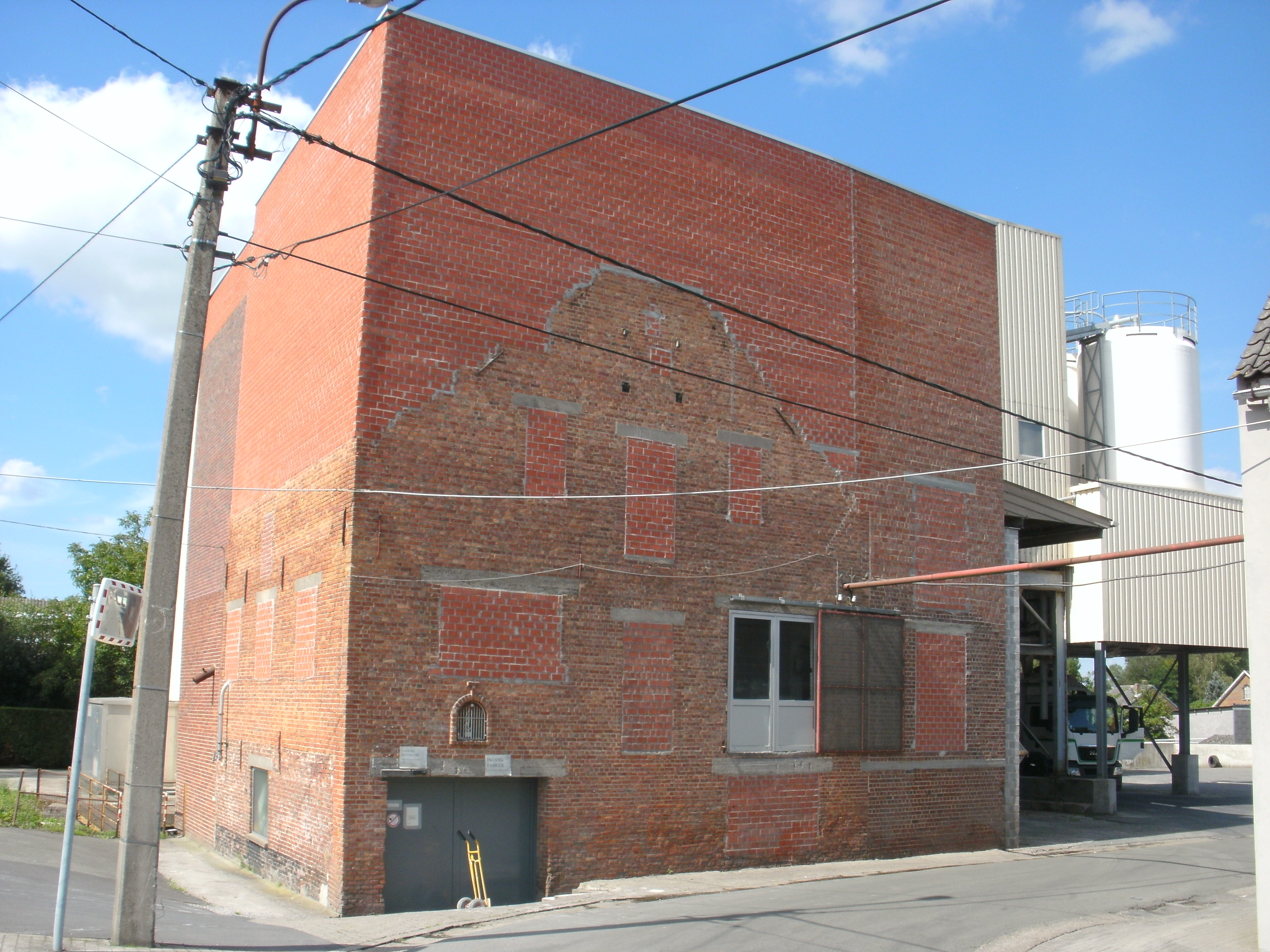
A Molens Van Sande (Bambrugge) utcafrontja
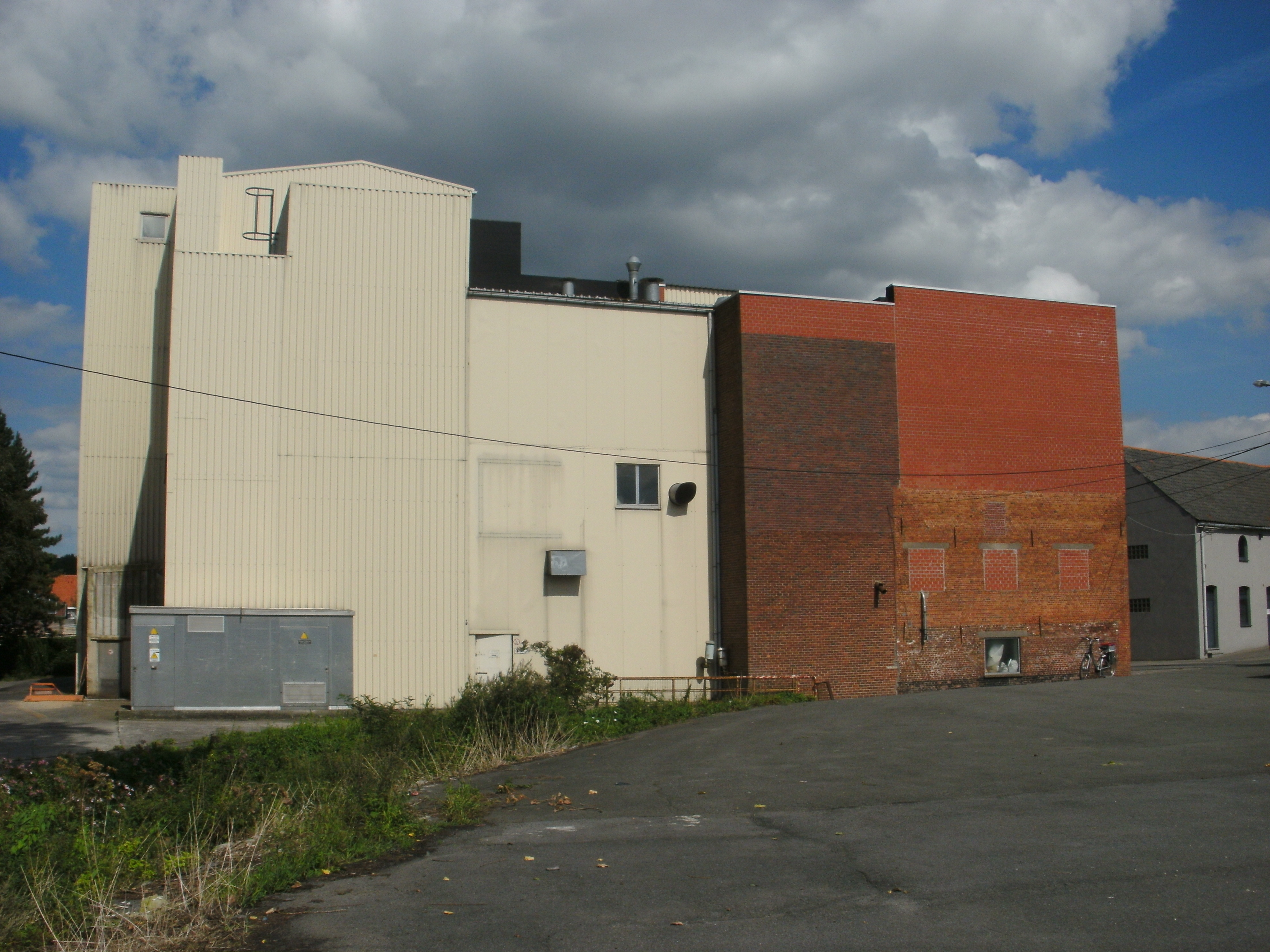
A Molens Van Sande másik oldala - a kép jobb részén az eredeti épület
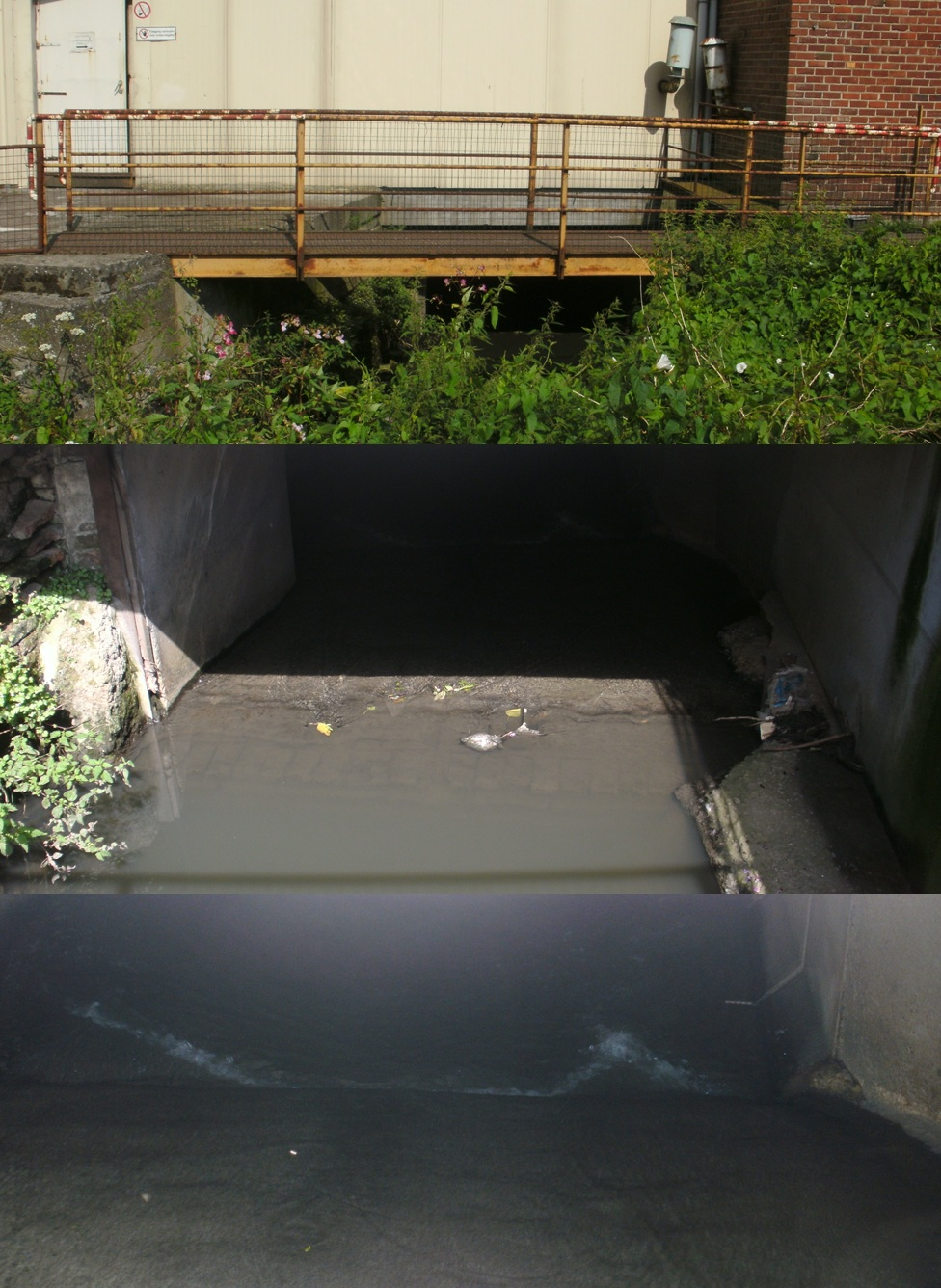
A Molens Van Sande malomcsatornája és malomkerekének helye
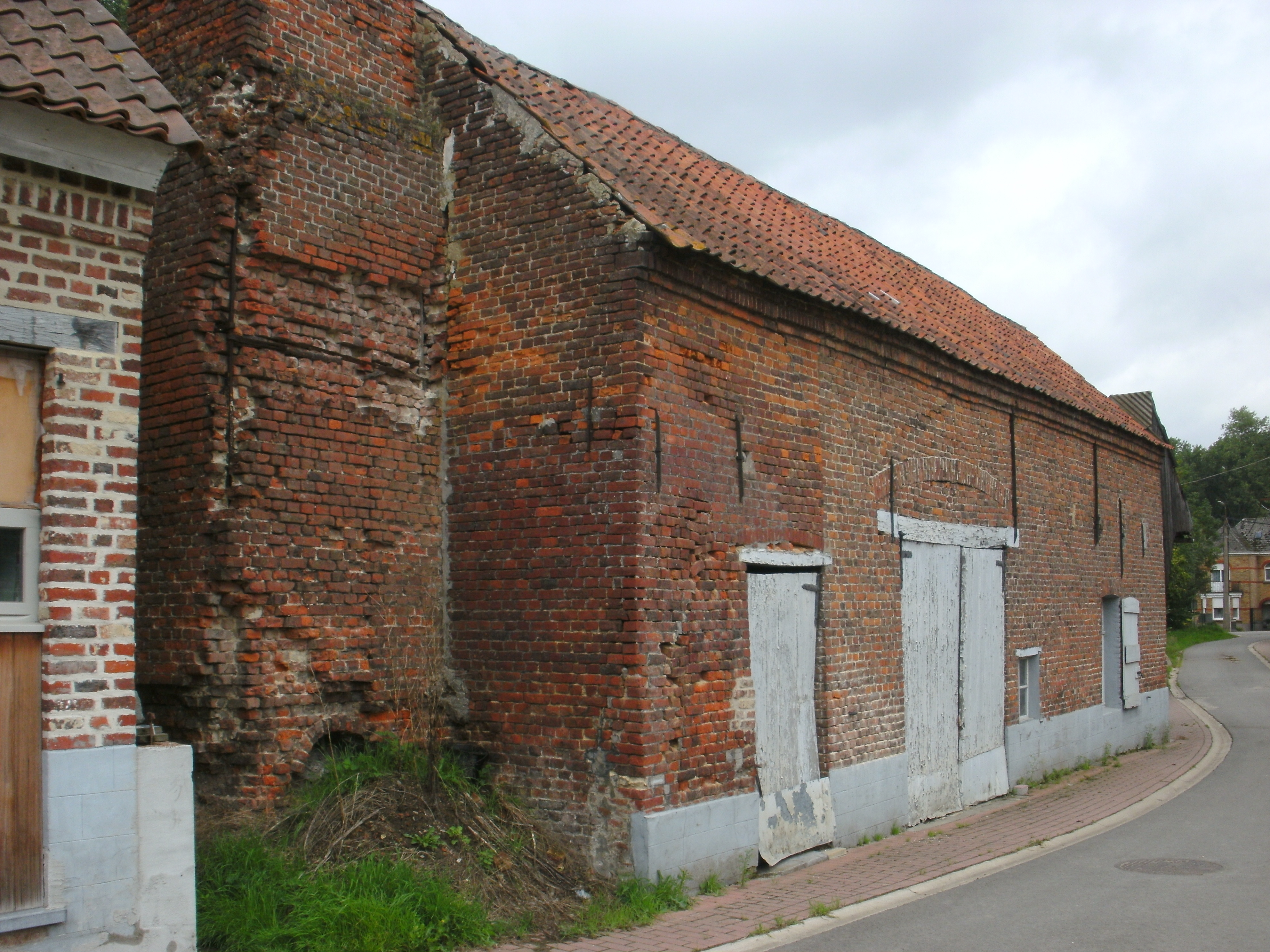
A De Watermeulen Ottergem-nél
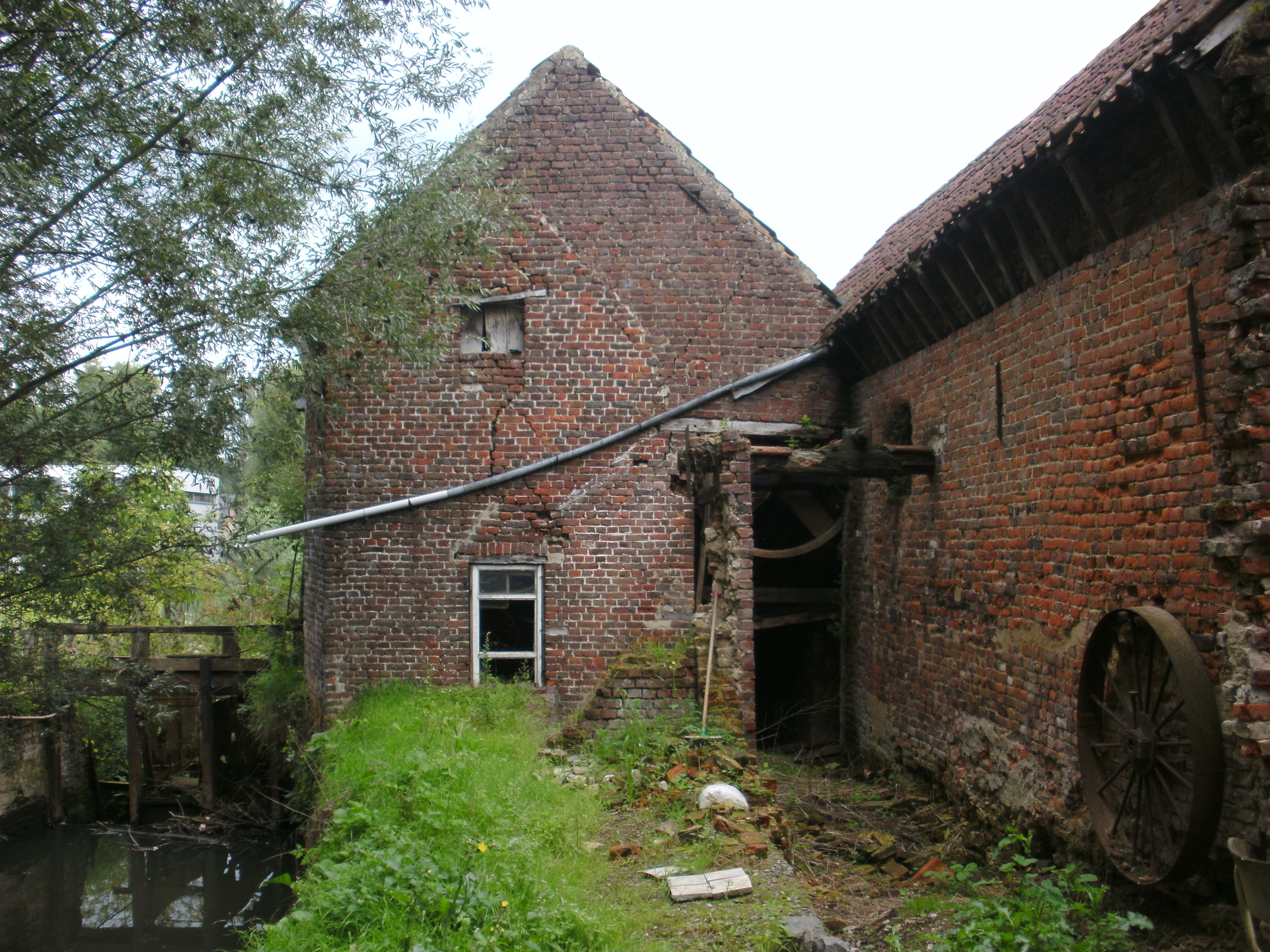
De Watermeulen hátulról
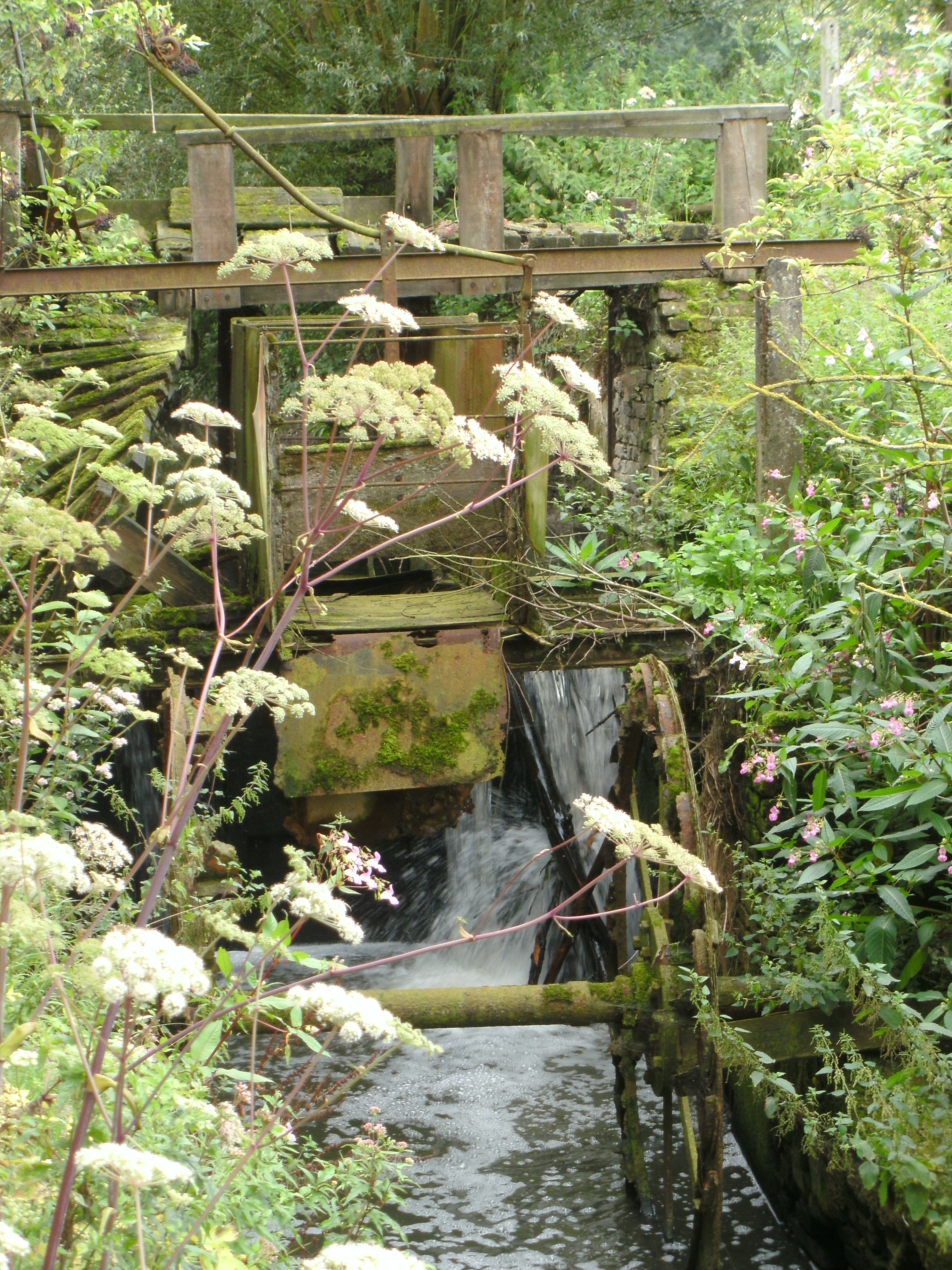
A De Watermeulen malomárka és malomkereke
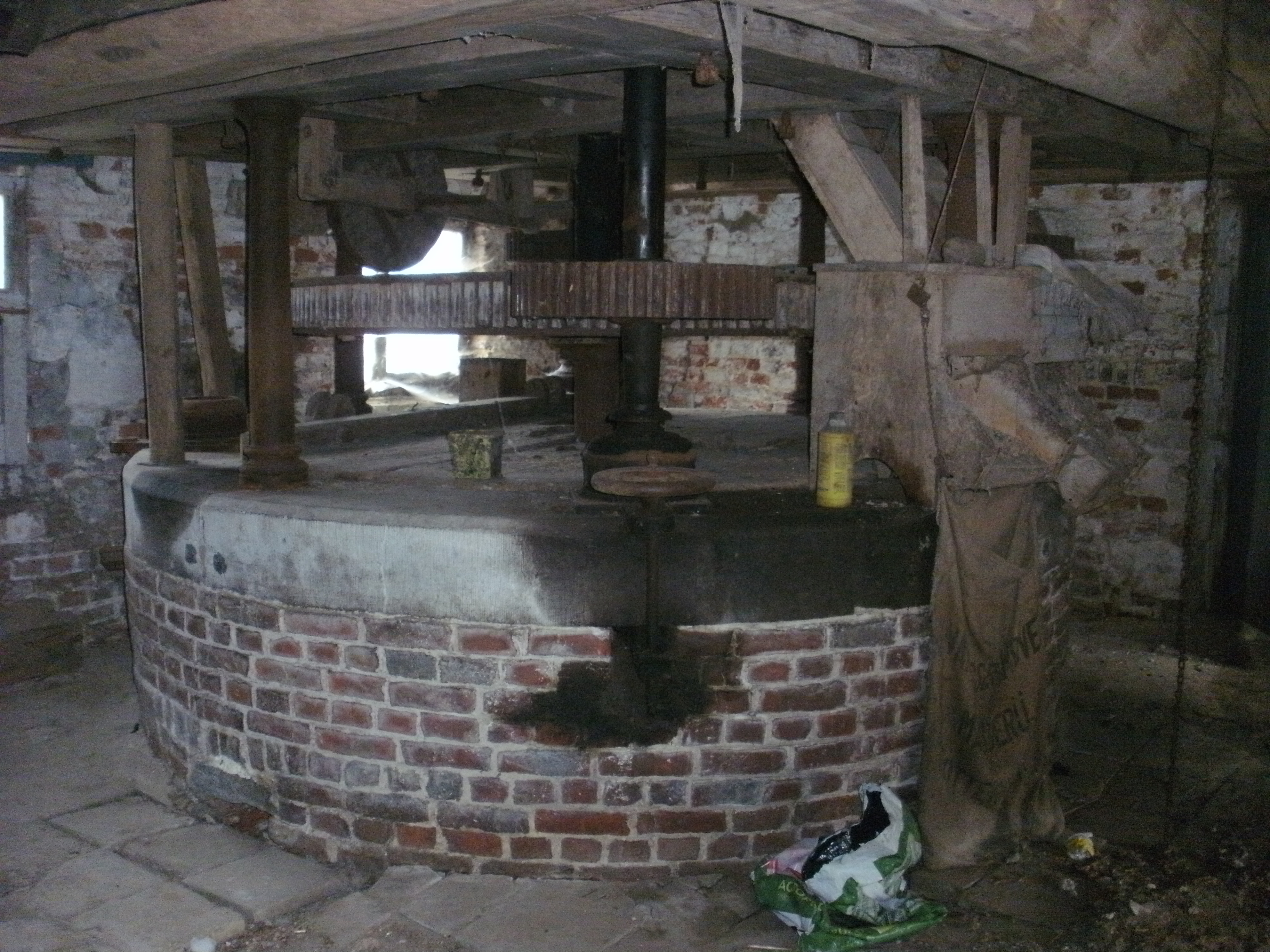
A De Watermeulen belső része: jól látható a vízkerék energiáját továbbító fogaskerék-rendszer

## Külső hivatkozások
- A Molenbeek vízgyűjtő területének térképe